# Quesnelia blanda
Quesnelia blanda là một loài thực vật có hoa trong họ Bromeliaceae. Loài này được (Schott ex Beer) Mez miêu tả khoa học đầu tiên năm 1892.